# Kaména Voúrla
Kaména Voúrla, en grec moderne : Καμένα Βούρλα, est une ville côtière et un dème du district régional de Phthiotide, en Grèce-Centrale.
Selon le recensement de 2011, la population de la localité s'élève à 2 761 habitants.

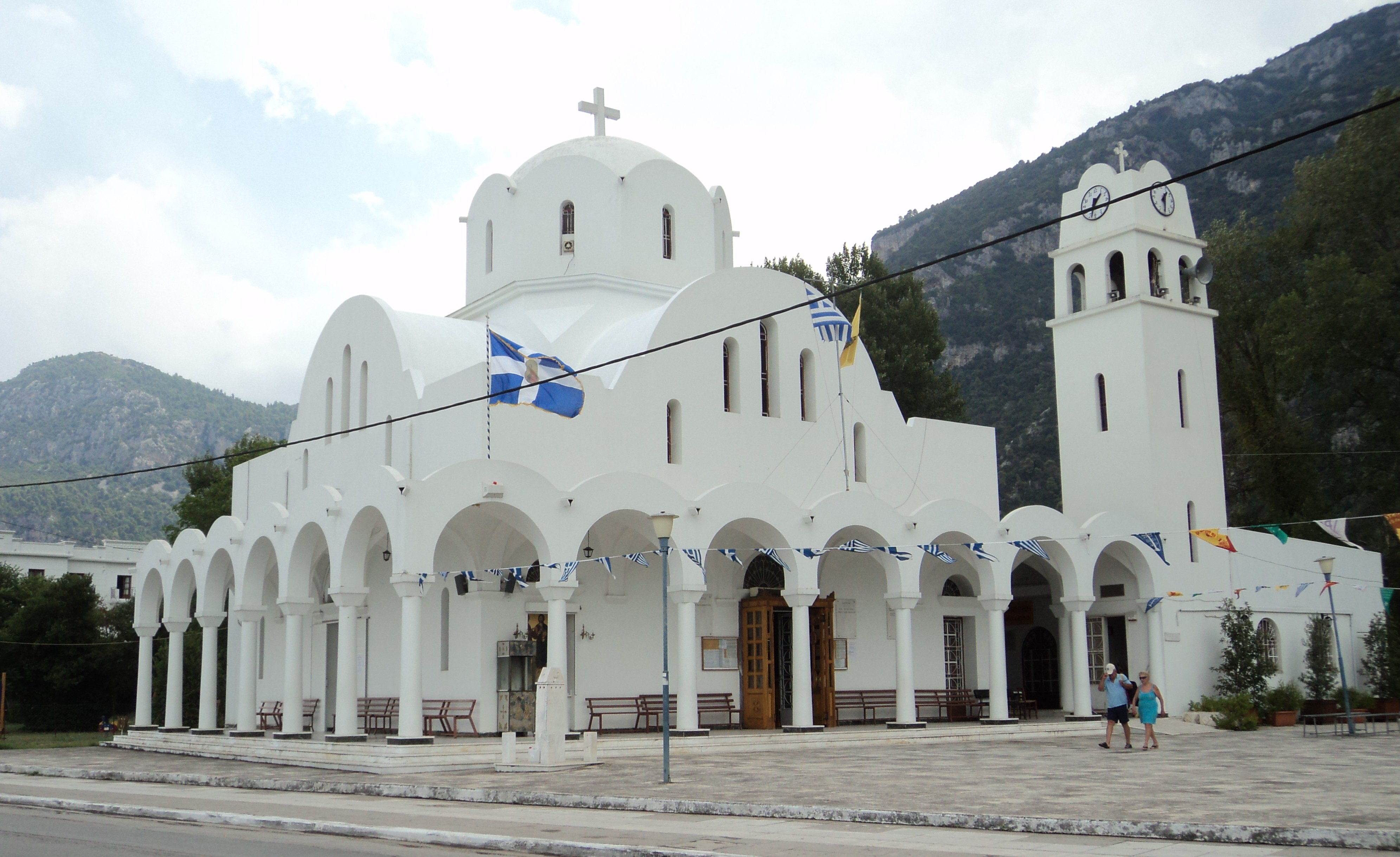
Église.
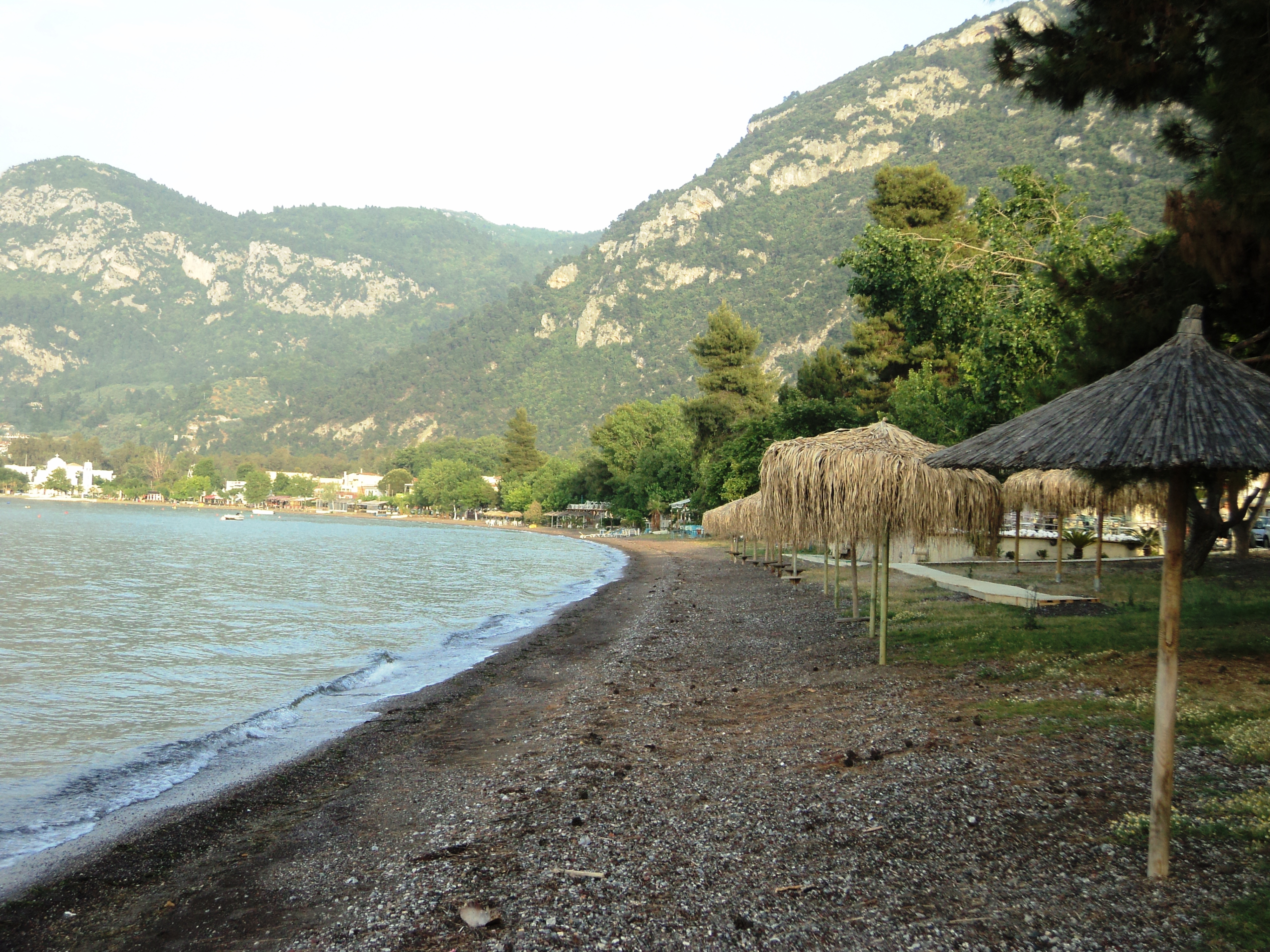
Plage.
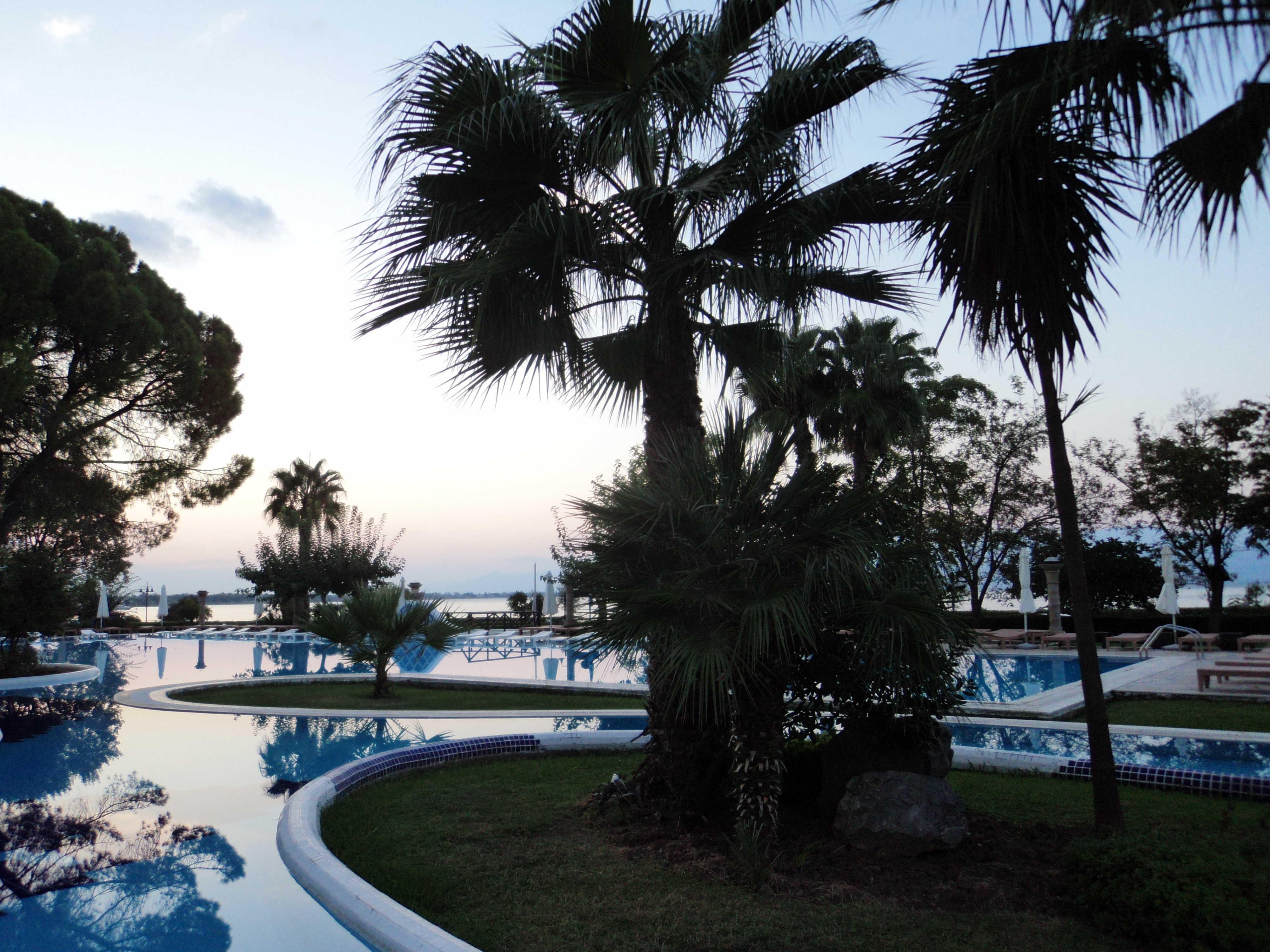
Piscine du principal hôtel de la ville.